# Скокувко
Скокувко (пол. Skokówko, нім. Berghof) — село в Польщі, у гміні Борек-Велькопольський Гостинського повіту Великопольського воєводства.
Населення — 93 особи (2011).
У 1975-1998 роках село належало до Лешненського воєводства.

## Демографія
Демографічна структура станом на 31 березня 2011 року:
|          | Загалом | Допрацездатний вік | Працездатний вік | Постпрацездатний вік |
| -------- | ------- | ------------------ | ---------------- | -------------------- |
| Чоловіки | 47      | 13                 | 31               | 3                    |
| Жінки    | 46      | 12                 | 27               | 7                    |
| Разом    | 93      | 25                 | 58               | 10                   |